# Happy Holidays
Happy Holidays ist das 2006 erschienene siebte Studioalbum des britischen Musikers Billy Idol. Es handelt sich um ein Weihnachtsalbum, das im Oktober 2006 bei Bodog Music veröffentlicht wurde.

## Hintergrund
Happy Holidays ist ein Weihnachtsalbum, das eine breite Palette von 15 Weihnachtsliedern abdeckt und diese in teils rockigen Versionen darbietet. Dazu kommen die eigenen Titel Happy Holiday und Christmas Love. Musikvideos wurden zu Jingle Bell Rock, Happy Holiday, White Christmas und Winter Wonderland veröffentlicht.
Am 5. November 2021 wurde eine Remixversion veröffentlicht, das Album erschien erstmals auch auf Vinyl. Auf dem Re-Release ist neu der Song On Christmas Day enthalten, es fehlen Merry Christmas Baby, Blue Christmas und Christmas Love. Diese Veröffentlichung erreichte erstmals die Charts, in Deutschland auf Platz 50 und in der Schweiz auf Platz 76.
Das Cover zeigt Idol in einem grauen Anzug an einem Gabentisch.

## Titelliste
| Nr. | Titel                                  | Autor(en)                           | Länge |
| --- | -------------------------------------- | ----------------------------------- | ----- |
| 1.  | Frosty the Snowman                     | Walter „Jack“ Rollins, Steve Nelson | 2:28  |
| 2.  | Silver Bells                           | Jay Livingston, Ray Evans           | 2:43  |
| 3.  | Happy Holiday                          | Billy Idol                          | 2:04  |
| 4.  | Merry Christmas Baby                   | Johnny Moore; Lou Baxter            | 4:09  |
| 5.  | White Christmas                        | Irving Berlin                       | 2:34  |
| 6.  | Here Comes Santa Claus                 | Gene Autry, Oakley Haldeman         | 2:02  |
| 7.  | God Rest Ye, Merry Gentlemen           | Traditional                         | 2:58  |
| 8.  | Santa Claus Is Back in Town            | Jerry Leiber, Mike Stoller          | 3:22  |
| 9.  | Let It Snow! Let It Snow! Let It Snow! | Sammy Cahn, Jule Styne              | 2:29  |
| 10. | Winter Wonderland                      | Felix Bernard, Richard B. Smith     | 2:21  |
| 11. | Run Rudolph Run                        | Johnny Marks, Marvin Brodie         | 3:03  |
| 12. | Blue Christmas                         | Bill Hayes; Jay Johnson             | 2:28  |
| 13. | Jingle Bell Rock                       | Jim Boothe; Joe Beal                | 2:04  |
| 14. | Christmas Love                         | Billy Idol                          | 4:01  |
| 15. | O Christmas Tree                       | Melchior Franck                     | 4:33  |
| 16. | Silent Night                           | Franz Xaver Gruber, Joseph Mohr     | 2:19  |
| 17. | Auld Lang Syne                         | Robert Burns                        | 1:21  |